# Lunca Ilvei
Lunca Ilvei is een Roemeense gemeente in het district Bistrița-Năsăud.
Lunca Ilvei telt 3280 inwoners.

## Geboren
- Anuța Cătună (1 oktober 1968), atlete